# 플레이너츠
플레이너츠(영어: Playnuts)는 대한민국의 멀티 채널 네트워크이다.

## 역사
2020년 7월 SBS와 함께 진행한 펫스타 콘테스트 이후 크리에이터 육성 사업을 시작하였으며, 2023년 6월 플레이너츠라는 브랜드 명으로 정식 MCN 사업을 개시하였다.

## 소속 인물
※ 이 목록은 홈페이지 및 공식 SNS를 기준으로 합니다.
| 이름          | 활동 영역                | 컨텐츠     |
| ------------- | ------------------------ | ---------- |
| 리뷰야놀자    | 유튜브, 틱톡, 인스타그램 | 리뷰       |
| 리뷰띠        | 유튜브, 틱톡, 인스타그램 | 리뷰       |
| 샌디앤킴      | 유튜브, 틱톡, 인스타그램 | 소통, 게임 |
| 일리온나      | 유튜브, 틱톡, 인스타그램 | 반려동물   |
| 사모예드 티코 | 유튜브, 틱톡, 인스타그램 | 반려동물   |
| 진돗개 차미   | 유튜브, 틱톡, 인스타그램 | 반려동물   |
| 루루언니      | 유튜브, 틱톡, 인스타그램 | 반려동물   |
| 진지듭쇼      | 유튜브, 틱톡, 인스타그램 | 푸드       |
| 식자재사람들  | 유튜브, 틱톡, 인스타그램 | 푸드       |
| 진똑개 풍이   | 유튜브, 틱톡, 인스타그램 | 반려동물   |
| 키티시바      | 유튜브, 틱톡, 인스타그램 | 반려동물   |
| 고양이역      | 유튜브, 틱톡, 인스타그램 | 반려동물   |
| 땅이티비      | 유튜브, 틱톡, 인스타그램 | 반려동물   |
| 태공도사      | 유튜브, 틱톡, 인스타그램 | 반려동물   |

## 같이 보기
- GS그룹
- GS리테일